# ヤロポルク・イジャスラヴィチ (シュムスク公)
ヤロポルク・イジャスラヴィチ（ロシア語: Ярополк Изяславич、1143年頃あるいは1147年 - 1168年3月7日あるいは1170年）は、ヴォルィーニ・イジャスラフ家(ru)の祖イジャスラフの子である。ブジスク公ならびにシュムスク公。
1160年前後のルーシ内戦(ru)期においては、1159年、兄弟のムスチスラフらと共に、トゥーロフ公ユーリーに対するスモレンスク公ロスチスラフの遠征軍に参加した。また1161年には、キエフ大公イジャスラフに対しての、同じくロスチスラフの軍に加わっている。
1166年にチェルニゴフ・オレグ家(ru)のスヴャトスラフの娘マリヤと結婚した。
史料上に名があるヴァシリコ・ヤロポルコヴィチという人物を、ヤロポルクの子（マリヤ以前の、名の残されなかった妻との子）とする説があるが、この場合、ヤロポルクは1143年以前の生まれと推定されることになる。（一方、このヴァシリコは本頁のヤロポルクではなく、ペレヤスラヴリ公・キエフ大公位に就いたヤロポルク（ウラジーミル・モノマフ子）の子とする説もある。）